# Ostha nomion
Ostha nomion là một loài bướm đêm trong họ Noctuidae.